# Campeonato Sergipano de Futebol de 2014
O Campeonato Sergipano de Futebol de 2014 foi a 91º edição da divisão principal do campeonato estadual de Sergipe, cujo nome oficial foi Sergipão Chevrolet 2014 por motivos de patrocínio. A competição premiou os dois melhores clubes com vagas para a Copa do Brasil de 2015 e para a Copa do Nordeste de 2015. O campeão, a Associação Desportiva Confiança, conquistou ainda o direito de participar da Série D do Brasileiro de 2014.
A competição foi estruturada para contar com a participação de dez clubes. Porém, o Olímpico desistiu de disputar o torneio após a tabela ser divulgada, de modo que o time perdeu todas as suas partidas previstas por W.O. sendo portanto rebaixado. O clube alegou falta de recursos e infraestrutura no seu estádio. Participaram do campeonato os dois times tradicionais da capital Aracaju, o Sergipe (campeão estadual no ano anterior) e o Confiança; o Itabaiana e o Coritiba, ambos da cidade de Itabaiana; além de Socorrense, Lagarto, Amadense, Canindé e Estanciano.
Dentre as equipes rebaixadas, o Olímpico foi o primeiro a amargar o descenso à 2ª divisão de 2015. Isso por que a equipe desistiu de participar do Campeonato  Por outro lado, o segundo time rebaixado foi o Canindé na 17ª rodada, a penúltima de toda competição. Em um jogo bastante disputado, o time ribeirinho perdeu para o Coritiba-SE pelo infeliz placar de 3 a 0 no Estádio Presidente Emílio Garrastazu Médici, localizado na cidade de  Itabaiana.

## Transmissão
Algumas das principais partidas do torneio foram transmitidas pela TV e internet pelo canal Esporte Interativo Nordeste.

## Formato
A competição será dividida em duas fases. A primeira fase se chamará de Copa Governo do Estado de Sergipe  contará com a participação de oito equipes (Confiança e Sergipe estarão participando da Copa do Nordeste), divididas em dois grupos de quatro, A e B. Essas equipes jogarão dentro do mesmo grupo, no sistema de ida e volta. As duas melhores de cada grupo se classificam para o cruzamento olímpico, os vencedores decidem o título em dois jogos, com mando de campo, para equipe de melhor campanha na fase de classificação. O campeão dessa fase tem vaga assegurada na Copa do Brasil de 2015.
A segunda fase  contará com a partição de dez equipes, inclusive Confiança e Sergipe. Essas equipes jogarão entre si, no sistema de ida e volta. Os quatro primeiro colocados vão para o cruzamento olímpico. Os vencedores dessa fase decidem o titulo estadual em dois jogos, com mando de campo para o jogo final, da equipe que tiver melhor índice técnico nessa fase.

### Critério de desempate
Os critério de desempate foram aplicados na seguinte ordem:
1. Maior número de vitórias
2. Maior saldo de gols
3. Maior número de gols pró (marcados)
4. Maior número de gols contra (sofridos)
5. Confronto direto
6. Sorteio

## Equipes participantes
| Equipe                                       | Cidade                   | Em 2013       | Estádio                        | Capacidade | Títulos             |
| -------------------------------------------- | ------------------------ | ------------- | ------------------------------ | ---------- | ------------------- |
| Amadense Esporte Clube                       | Tobias Barreto           | 2º (Série A2) | Antônio Brejeiro (Brejeirão)   | 4.000      | 0 (não possui)      |
| Clube Desportivo de Canindé do São Francisco | Canindé de São Francisco | 3º (Série A2) | André Avelino (Andrezão)       | 2.200      | 0 (não possui)      |
| Associação Desportiva Confiança              | Aracaju                  | 2º (Série A1) | Sabino Ribeiro[CON]            | 4.000      | 18 (último em 2009) |
| Coritiba Foot Ball Clube                     | Itabaiana                | 1º (Série A2) | Presidente Médici (Tremendão)  | 11.244     | 0 (não possui)      |
| Associação Olímpica de Itabaiana             | Itabaiana                | 8º (Série A1) | Presidente Médici (Tremendão)  | 11.244     | 10 (último em 2012) |
| Estanciano Esporte Clube                     | Estância                 | 4º (Série A1) | Augusto Franco (Francão)       | 3.500      | 0 (não possui)      |
| Lagarto Futebol Clube                        | Lagarto                  | 7º (Série A1) | Paulo Barreto (Barretão)       | 8.000      | 0 (não possui)      |
| Club Sportivo Sergipe                        | Aracaju                  | 1º (Série A1) | João Hora de Oliveira (JH)[SE] | 8.000      | 33 (último em 2013) |
| Associação Desportiva Socorrense             | Nossa Senhora do Socorro | 5º (Série A1) | Wellington Elias (Lelezão)     | 3.000      | 0 (não possui)      |

Notas
- OLI ^ O Olímpico Esporte Clube anunciou sua desistência do campeonato por motivos financeiros sendo rebaixados para a Série A2 de 2015.[3]

- SE ^  O Estádio Batistão passará por uma grande reforma no período da competição,nesse caso o Sergipe deve mandar seus jogos inicialmente no Estádio Governador Augusto Franco em Estância e posteriormente na sua casa, o João Hora de Oliveira (JH).[4][5]

- CON ^  O Estádio Batistão passará por uma grande reforma no período da competição,nesse caso o Confiança deve mandar inicialmente seus jogos no Estádio Fernando França em Carmópolis e posteriormente na sua casa, o Sabino Ribeiro.[4][5]

## Primeira fase -Copa Governo do Estado de Sergipe

### Previsões e Raio-X preparatório das equipes[6]
Segundo a mídia desportiva local, a primeira fase do campeonato promete ser de grande disputa entre o time de maior tradição presente nessa etapa da competição, o Itabaiana e a equipe que vem demostrando melhor capacidade técnica e preparação na pré-temporada, o Estanciano. Pela demonstração do bom futebol nas últimas edições do torneio o Lagarto pode surpreender os favoritos.

### Grupo A
| Pos. | Equipe      | Pts | J | V | E | D | GP | GC | SG |
| ---- | ----------- | --- | - | - | - | - | -- | -- | -- |
| 1    | Socorrense  | 11  | 6 | 3 | 2 | 1 | 5  | 3  | +2 |
| 2    | Itabaiana   | 10  | 6 | 3 | 1 | 2 | 11 | 6  | +5 |
| 3    | Coritiba-SE | 10  | 6 | 3 | 1 | 2 | 9  | 10 | -1 |
| 4    | Canindé^    | -3  | 6 | 1 | 0 | 5 | 5  | 11 | -6 |

- b. ^  O Canindé foi penalizado com perda de 6 pontos por colocar jogador irregular.[7]

### Grupo B
| Pos. | Equipe     | Pts | J | V | E | D | GP | GC | SG  |
| ---- | ---------- | --- | - | - | - | - | -- | -- | --- |
| 1    | Estanciano | 15  | 6 | 5 | 0 | 1 | 12 | 5  | +6  |
| 2    | Amadense   | 11  | 6 | 3 | 2 | 1 | 12 | 5  | +7  |
| 3    | Lagarto    | 8   | 6 | 2 | 2 | 2 | 7  | 5  | +2  |
| 4    | Olímpico   | 0   | 6 | 0 | 0 | 6 | 0  | 18 | -15 |

#### Desempenho por rodada
- Clubes que ficaram na última posição do campeonato ao final de cada rodada:

| Liderança da Copa Governador do Estado | Liderança da Copa Governador do Estado | Liderança da Copa Governador do Estado | Liderança da Copa Governador do Estado | Liderança da Copa Governador do Estado | Liderança da Copa Governador do Estado |
| -------------------------------------- | -------------------------------------- | -------------------------------------- | -------------------------------------- | -------------------------------------- | -------------------------------------- |
| 1                                      | 2                                      | 3                                      | 4                                      | 5                                      | 6                                      |
| LAG                                    | EST                                    | EST                                    | EST                                    | EST                                    | EST                                    |

| Lanterna da Copa Governador do Estado | Lanterna da Copa Governador do Estado | Lanterna da Copa Governador do Estado | Lanterna da Copa Governador do Estado | Lanterna da Copa Governador do Estado | Lanterna da Copa Governador do Estado |
| ------------------------------------- | ------------------------------------- | ------------------------------------- | ------------------------------------- | ------------------------------------- | ------------------------------------- |
| 1                                     | 2                                     | 3                                     | 4                                     | 5                                     | 6                                     |
| OLÍ                                   | OLÍ                                   | OLÍ                                   | OLÍ                                   | OLÍ                                   | CAN                                   |

### Fase final
|  | Semifinais | Semifinais | Semifinais | Semifinais |   |          | Final | Final | Final | Final |
|  |            |            |            |            |   |          |       |       |       |       |
|  | Socorrense | 0          | -          | 0          |   |          |       |       |       |       |
|  | Amadense   | 2          | -          | 2          |   |          |       |       |       |       |
|  | Amadense   | 2          | -          | 2          |   | Amadense | 1     | 2     | 3     |       |
|  |            |            |            |            |   | Amadense | 1     | 2     | 3     |       |
|  |            | Itabaiana  | 0          | 2          | 2 |          |       |       |       |       |
|  | Estanciano | Itabaiana  | 0          | 2          | 2 | 0        | -     | 0     |       |       |
|  | Estanciano |            |            |            |   | 0        | -     | 0     |       |       |
|  | Itabaiana  | 3          | -          | 3          |   |          |       |       |       |       |

| Copa Governador do Estado de 2014 |
| Tobias Barreto                    |
| --------------------------------- |
| Amadense                          |

### Jogos
| 2 de fevereiro | Socorrense | 0 - 2 | Amadense                | Estádio Wellington Elias, Nossa Senhora do Socorro |
| 16:00          |            |       | Francisco 6' · Luan 80' | Público: 254 pagantes                              |

| Socorrense | Amadense |

| 2 de fevereiro | Estanciano | 0 - 3 | Itabaiana                            | Estádio Augusto Franco, Estância |
| 16:00          |            |       | Fabiano 1' · Almir 65' · Geilson 91' | Público: 2 139 pagantes          |

| Estanciano | Itabaiana |

### Jogo de ida
| 6 de fevereiro | Itabaiana | 0 – 1 | Amadense  | Estádio Presidente Médici, Itabaiana        |
| 20:30          |           |       | Diego 65' | Público: 3 242 pagantes Renda: R$ 33 180,00 |

| Itabaiana | Amadense |

### Jogo de volta
| 9 de fevereiro | Amadense             | 2 – 2 | Itabaiana                 | Estádio Antônio Brejeiro, Tobias Barreto    |
| 16:00          | Breno 70' · Luan 78' |       | Erisvaldo 9' · Thiago 75' | Público: 2 755 pagantes Renda: R$ 27 550,00 |

| Amadense | Itabaiana |

## Desempenho por rodada
- Clubes que lideraram o campeonato ao final de cada rodada:

| Líder do Campeonato Sergipano | Líder do Campeonato Sergipano | Líder do Campeonato Sergipano | Líder do Campeonato Sergipano | Líder do Campeonato Sergipano | Líder do Campeonato Sergipano | Líder do Campeonato Sergipano | Líder do Campeonato Sergipano | Líder do Campeonato Sergipano | Líder do Campeonato Sergipano | Líder do Campeonato Sergipano | Líder do Campeonato Sergipano | Líder do Campeonato Sergipano | Líder do Campeonato Sergipano | Líder do Campeonato Sergipano | Líder do Campeonato Sergipano | Líder do Campeonato Sergipano | Líder do Campeonato Sergipano |
| ----------------------------- | ----------------------------- | ----------------------------- | ----------------------------- | ----------------------------- | ----------------------------- | ----------------------------- | ----------------------------- | ----------------------------- | ----------------------------- | ----------------------------- | ----------------------------- | ----------------------------- | ----------------------------- | ----------------------------- | ----------------------------- | ----------------------------- | ----------------------------- |
| 1                             | 2                             | 3                             | 4                             | 5                             | 6                             | 7                             | 8                             | 9                             | 10                            | 11                            | 12                            | 13                            | 14                            | 15                            | 16                            | 17                            | 18                            |
| CON                           | SER                           | SER                           | SER                           | SER                           | SER                           | SER                           | SER                           | SER                           | SER                           | SER                           | SER                           | SER                           | SER                           | CON                           | CON                           | CON                           | SER                           |

- Clubes que ficaram na última posição do campeonato ao final de cada rodada:

| Lanterna do Campeonato Sergipano | Lanterna do Campeonato Sergipano | Lanterna do Campeonato Sergipano | Lanterna do Campeonato Sergipano | Lanterna do Campeonato Sergipano | Lanterna do Campeonato Sergipano | Lanterna do Campeonato Sergipano | Lanterna do Campeonato Sergipano | Lanterna do Campeonato Sergipano | Lanterna do Campeonato Sergipano | Lanterna do Campeonato Sergipano | Lanterna do Campeonato Sergipano | Lanterna do Campeonato Sergipano | Lanterna do Campeonato Sergipano | Lanterna do Campeonato Sergipano | Lanterna do Campeonato Sergipano | Lanterna do Campeonato Sergipano | Lanterna do Campeonato Sergipano |
| -------------------------------- | -------------------------------- | -------------------------------- | -------------------------------- | -------------------------------- | -------------------------------- | -------------------------------- | -------------------------------- | -------------------------------- | -------------------------------- | -------------------------------- | -------------------------------- | -------------------------------- | -------------------------------- | -------------------------------- | -------------------------------- | -------------------------------- | -------------------------------- |
| 1                                | 2                                | 3                                | 4                                | 5                                | 6                                | 7                                | 8                                | 9                                | 10                               | 11                               | 12                               | 13                               | 14                               | 15                               | 16                               | 17                               | 18                               |
| OLÍ                              |                                  |                                  |                                  |                                  |                                  |                                  |                                  |                                  |                                  |                                  |                                  |                                  |                                  |                                  |                                  |                                  |                                  |

### Fase final
|  | Semifinais | Semifinais | Semifinais | Semifinais |   |            | Final | Final | Final | Final |
|  |            |            |            |            |   |            |       |       |       |       |
|  | Sergipe    | 1          | 1          | 2          |   |            |       |       |       |       |
|  | Socorrense | 1          | 2          | 3          |   |            |       |       |       |       |
|  | Socorrense | 1          | 2          | 3          |   | Socorrense | 0     | 1     | 1     |       |
|  |            |            |            |            |   | Socorrense | 0     | 1     | 1     |       |
|  |            | Confiança  | 2          | 2          | 4 |            |       |       |       |       |
|  | Confiança  | Confiança  | 2          | 2          | 4 | 0          | 3     | 3     |       |       |
|  | Confiança  |            |            |            |   | 0          | 3     | 3     |       |       |
|  | Estanciano | 2          | 1          | 3          |   |            |       |       |       |       |

| Campeonato Sergipano Chevrolet 2014 |
| Sergipe                             |
| ----------------------------------- |
| Confiança Campeão (19º título)      |

### Jogo de ida
| 14 de maio | Socorrense | 1 - 1 | Sergipe | Estádio Wellington Elias, Nossa Senhora do Socorro |
| 20:15      |            |       |         | Público: 640 Renda: R$ 9 600,00                    |

| 14 de maio | Estanciano | 2 - 0 | Confiança | Estádio Augusto Franco, Estância            |
| 20:15      |            |       |           | Público: 1 141 pagantes Renda: R$ 18 945,00 |

### Jogo de volta
| 18 de maio | Sergipe | 1 - 2 | Socorrense | Estádio João Hora, Aracaju                  |
| 16:00      |         |       |            | Público: 2 290 pagantes Renda: R$ 34 350,00 |

| 18 de maio | Confiança | 3 - 1 | Estanciano | Estádio Presidente Médici, Itabaiana        |
| 16:00      |           |       |            | Público: 1 148 pagantes Renda: R$ 11 480,00 |

### Jogo de ida
| 25 de maio | Socorrense | 0 - 2 | Confiança | Estádio Presidente Médici, Itabaiana |
| 16:00      |            |       |           | Público: 2 007 Renda: R$ 31 230,00   |

### Jogo de volta
| 1 de junho | Confiança | 2 - 1 | Socorrense | Estádio Presidente Médici, Itabaiana |
| 16:00      |           |       |            | Público: 2 680 Renda: R$ 40 200,00   |

## Estatística

### Artilharia[8]
| Gols               | Jogador    | Time |
| ------------------ | ---------- | ---- |
| 14                 |            |      |
| Leandro Kível      | Confiança  |      |
| 13                 |            |      |
| Jean               | Canindé    |      |
| 12                 |            |      |
| Cristiano Alagoano | Estanciano |      |

### Maiores públicos
Esses são os dez maiores públicos do Campeonato:
| Nº | Público[i] | Mandante  | Placar | Visitante  | Estádio           | Data           | Rodada                      |
| -- | ---------- | --------- | ------ | ---------- | ----------------- | -------------- | --------------------------- |
| 1  | 3 242      | Itabaiana | 0 – 1  | Amadense   | Presidente Médici | 6 de fevereiro | Final Ida (1ª fase)         |
| 2  | 2 861      | Sergipe   | 2 – 1  | Itabaiana  | João Hora         | 16 de abril    | 11ª(2ª fase)                |
| 3  | 2 755      | Amadense  | 2 – 2  | Itabaiana  | Brejeirão         | 9 de fevereiro | Final Volta (1ª fase)       |
| 4  | 2 615      | Sergipe   | 1 – 3  | Confiança  | Presidente Médici | 17 de março    | 6ª(2° fase)                 |
| 5  | 2 290      | Sergipe   | 1 – 2  | Socorrense | João Hora         | 18 de março    | Semi-Finais Volta (2° fase) |

### Média de público
A média de público considera apenas os jogos da equipe como mandante.
| Nº | Time              | Total  | Jogos | Média |
| -- | ----------------- | ------ | ----- | ----- |
| 1  | Sergipe           | 12.372 | 9     | 1.374 |
| 2  | Estanciano        | 14.109 | 12    | 1.175 |
| 3  | Itabaiana         | 13.073 | 12    | 1.089 |
| 4  | Confiança         | 10.231 | 10    | 1.023 |
| 5  | Lagarto           | 6.002  | 9     | 666   |
| 6  | Amadense          | 5.951  | 10    | 595   |
| 7  | Socorrense        | 7.075  | 14    | 504   |
| 8  | Coritiba-SE       | 4.195  | 12    | 349   |
| 9  | Canindé           | 2.077  | 10    | 207   |
| —  | Sergipano de 2014 | 75 457 | 100   | 754   |

| Maior média de público do Sergipano 2014 |
| Sergipe                                  |
| ---------------------------------------- |
| Sergipe                                  |

- i. ^ Considera-se apenas o público pagante

### Contra os grandes
Veja abaixo, os públicos dos times contra os grandes do futebol sergipano, Associação Desportiva Confiança, Associação Olímpica de Itabaiana e Club Sportivo Sergipe.  Ingresso encontra-se em valor inteiro, com direito a meia entrada. "M" representa o ingresso arquibancada para mulheres.
|  |               |
|  | Maior público |

## Premiação
| Vice Campeão:  | Terceiro colocado: | Quarto colocado:  | Melhor do interior: |
| -------------- | ------------------ | ----------------- | ------------------- |
| Socorrense     | Sergipe            | Estanciano        | Socorrense          |
| Público total: | Renda total:       | Média de público: | Média de renda:     |
| 75 457         | R$ 799.785,00      | 754               | R$ 7.997,85         |

## Promoções e rebaixamentos
| Divisão           | Clubes rebaixados | Clubes promovidos       |
| ----------------- | ----------------- | ----------------------- |
| Série A1 Série A2 | Canindé Olímpico  | Boca Júnior Boquinhense |